# Liste de peintres héraldistes
Cette liste de peintres héraldistes par pays (liste non exhaustive, certains artistes n'étant pas présents sur Wikipedia), consacrée principalement aux créateurs contemporains, donne une vision d'ensemble sur l'art héraldique.
Cette liste reprend le nom des artistes héraldistes, souvent amateurs, qui se sont fait connaître en publiant leurs œuvres dans des livres, revues ou sites internet, même si certains exercent cet art à titre professionnel.
Le terme "peintre héraldiste" s'applique à tout graphiste produisant des images de blason, ce qui n'entraîne pas nécessairement qu'ils soient experts en héraldique en tant que science.
e

## DuXIIesiècleà aujourd'hui
Né vers 1150, mais plongeant son langage symbolique dans la nuit des temps, l'art héraldique est rapidement devenu un art européen.
Avec des hauts et des bas, il s'est perpétué jusqu'à nos jours avec plus ou moins de succès suivant les États et leur développement culturel voire idéologique.
Dans certains pays, comme le Royaume-Uni ou les nations scandinaves, cet art s'est perpétué de maître à disciple jusqu'à nos jours. Dans d'autres régions par contre, il a dû être "recréé" au gré des artistes.
Art transcendant les frontières, il s'est même formé des styles nationaux dans les pays où la tradition de la création héraldique est resté vivante et où les artistes ont su se créer une "patte" personnelle.

## Artistes contemporains

### Afrique du Sud
- Frederick G. Brownell

### Allemagne

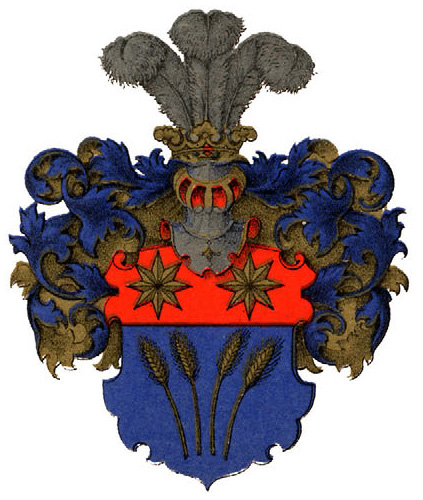
Armoiries de la famille von Arnold, par Adolf Matthias Hildebrandt (1882), avec le caractéristique "heaume à la Hildebrandt".

- Adolf Matthias Hildebrandt (1844-1918)
- Otto Hupp (1859-1949)
- Ottfried Neubecker (1908-1992)
- Lorenz Max Rheude (1863-1939)
- Louis Schoenhaupt (1822-1895)

### Autriche
- Konrad Honold (1918-2007)
- Hugo Ströhl  (1851-1919)

### Belgique
- Guy Dedecker[4](1955 - )
- Damien Breuls de Tiecken[5]
- Fernand Brose[4](1941 - ), enlumineur de la Cour de Belgique
- Jean-Marie de Cartier d'Yves[6]
- Fleur de Changy[7],[4](1973 - )
- Ida du Chasteleer, comtesse Julien Visart de Bocarmé
- Georges de Crayencour (1920-1999)
- Lucien Penders[8]
- Marcel Stiennon[9]
- Eliza(beth) Surdacka[10]

### Danemark
- Ronny Andersen
- Friedrich Britze
- Franz Šedivý
- Grunddal Sjallung

### États-Unis
- Sally Mangum[4](1960 - )
- Father Guy Selvester
- Carl-Alexander von Volborth

### Finlande
- Olof Eriksson
- Ahti Hammar
- Kaj Kajander
- Gustaf von Numers[11]

### France
- Suzanne Gauthier (1901-1981)
- Laurent Granier[4]
- Robert Louis (1902-1965)
- Frédéric Luz[4]
- Antoine Margry (1790-1859)
- Louis Schoenhaupt (1822-1895)
- Joseph-Emmanuel Van Driesten (1853-1923)[12]

### Hongrie
- Oszkár Bárczay (1846-1898)

### Italie
- Marco Foppoli[13]

### Luxembourg
- Jean-Claude Loutsch

### Moravie
- Zdeněk Kubík

### Norvège
- Vigdis Viland

### Pologne

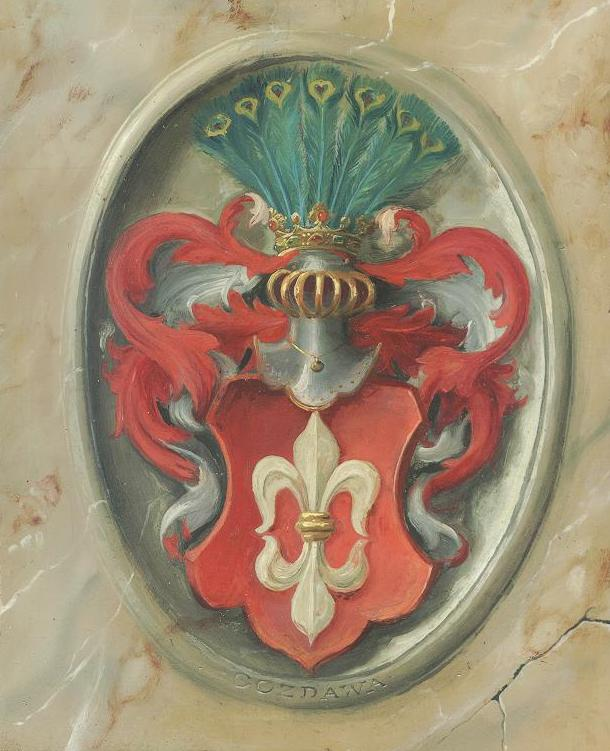
Pologne : exemple d'un dessin héraldique contemporain, blason d'un clan polonais peint en trompe-l'œil par le peintre héraldiste polonais Tomek Steifer.

- Tomek Steifer (1955-)

### Portugal
- José Bénard Guedes[14]
- José Manuel Pedroso da Silva[15]
- Luís Ferros[16]
- Segismundo Pinto[17]

### Royaume-Uni
- Charles William Sherborne
- Andrew Stewart Jamieson (1961 - )[18]

### Russie
- Natalie Yegorov[19]
- Valery Yegorov[20]
- Michael Yurievich Medvedev[21]

### Suède
- Bengt Olof Kälde
- David Friefeldt
- Jan Raneke
- Bror Jacques de Wærn

### Suisse
- Paul Boesch (1889-1969)
- Claude-Georges Brülhart[22]
- Lionel Sandoz[23]

### Tchéquie
- Jiří Louda

### Vatican
- Andrea Cordero Lanza di Montezemolo
- Bruno Bernhard Heim

#### Galerie
Cette galerie montre des exemples d'héraldique européenne et témoigne de la diversité d'interprétation selon les traditions esthétiques.

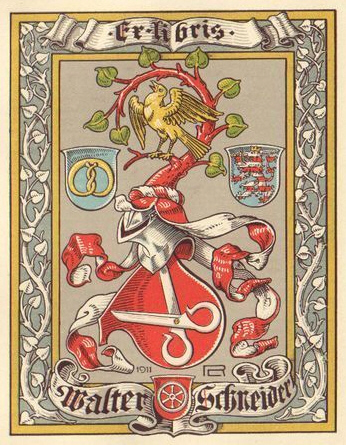
Allemagne: un ex-libris par l'artiste allemand Lorenz Max Rheude.
Allemagne: exemple de production héraldique d'Ottfried Neubecker.
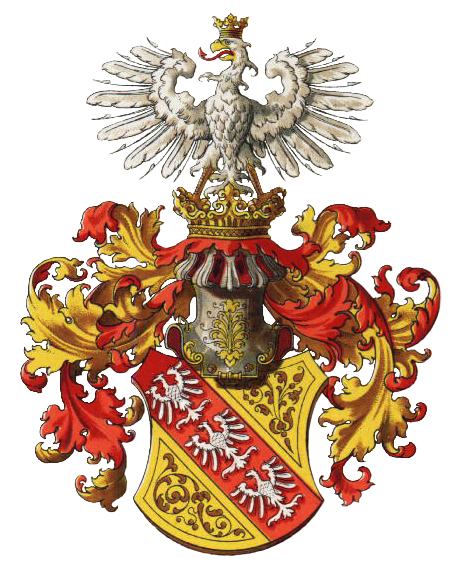
Autriche: Les armes de la Maison de Lorraine par Hugo Ströhl.
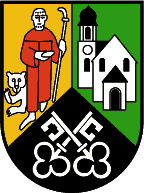
Autriche: blason de la commune autrichienne de Sankt Gallenkirch par Konrad Honold.
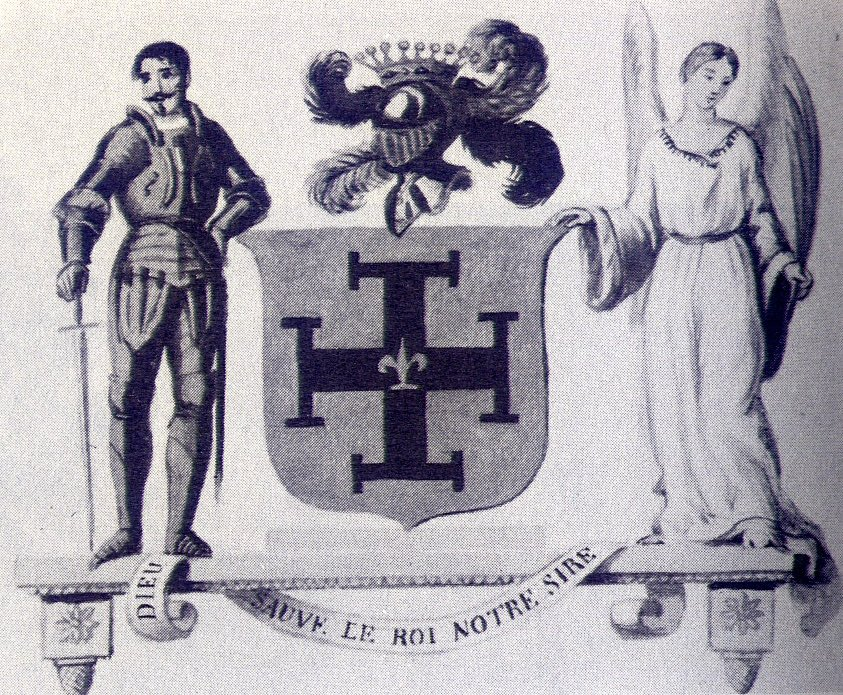
Belgique: par Ida du Chasteleer, les armoiries imaginaires du comte de Mortsauf, exemple du style troubadour.
Finlande: blason par Kaj Kajander.
France: Blason dessiné par l’artiste français Robert Louis.
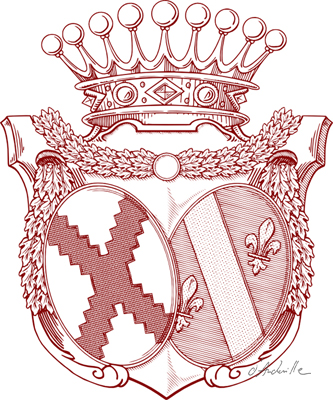
France: un blason à l'encre par le peintre armoriste Français Xavier d’Andeville.
Norvège: écu par l'héraldiste norvégien Vigdis Viland.
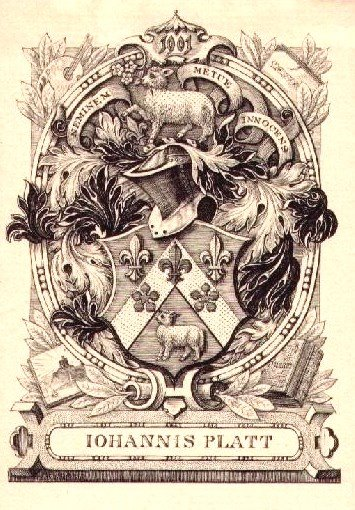
Royaume-Uni: Dessin héraldique par Charles William Sherborne.

## Ouvrages consacrés à l'art héraldique
- 1717: Philippe Jacques Spener, Insignium theoria seu operis heraldici pars generalis, Francfort sur le Main, 1717 (seconde édition). Édition numérique.
- 1923: Émile Gevaert, L'héraldique, son esprit, son langage et ses applications, Bruxelles-Paris, Édition du Bulletin des Métiers d'Art, Des presses de Vromant et Cie., Imprimeurs-Libraires, 1923.
- 1976: Georges de Crayencour, Dictionnaire Héraldique, tous les termes et figures du blason, Bruxelles, 1976 (première édition).
- 1987: Carl-Alexander von Volborth: The Art of Heraldry, Dorset 1987
- 1993: Michel Pastoureau, L'art héraldique, Paris, grands manuels Picard, 1993.